# Criminal Minds: Suspect Behavior
(Tagline della serie televisiva)
Criminal Minds: Suspect Behavior è una serie televisiva statunitense prodotta nel 2011, nata come spin-off di Criminal Minds.
Come la serie madre anche Suspect Behavior vede al centro della trama le vicende di una squadra di profiler dell'FBI, la quale però lavora seguendo metodi d'indagine completamente diversi e fuori dagli schemi.
La serie è stata trasmessa in prima visione negli Stati Uniti da CBS dal 16 febbraio 2011. In Italia è stata trasmessa in prima visione satellitare da Fox Crime dal 19 maggio 2011. Nella Svizzera italiana è stata trasmessa da RSI LA2 dal 5 giugno 2011.

## Trama
La serie racconta le vicende di una squadra di profiler della Behavioral Analysis Unit dell'FBI alle prese con i peggiori criminali della nazione. A differenza delle squadre tradizionali il team guidato da Sam Cooper è una delle cosiddette Red Cells, ovvero squadre di pronto intervento che operano al di fuori della burocrazia di Quantico, e che rispondono del loro operato soltanto al direttore del Bureau. Cooper e i suoi uomini fanno affidamento su metodi d'indagine alternativi e controcorrente, e su tattiche d'azione decisamente aggressive, per scavalcare gli intoppi e le lungaggini che bloccano e rallentano le indagini tradizionali.

## Episodi
| Stagione       | Episodi | Prima TV originale | Prima TV Italia |
| -------------- | ------- | ------------------ | --------------- |
| Prima stagione | 13      | 2011               | 2011            |

## Personaggi e interpreti

### Personaggi principali
- Samuel Cooper (stagione 1), interpretato da Forest Whitaker, doppiato da Paolo Marchese.
È il capo della Behavioral Analysis Unit. È suo malgrado famoso nell'ambiente per il suo passato burrascoso, che ora si è lasciato alle spalle. È il leader della squadra, e non ha paura di rischiare la sua carriera per inseguire le sue convinzioni.
- Michael Rawson (stagione 1), interpretato da Matt Ryan, doppiato da Giorgio Borghetti.
È un ex soldato speciale britannico. Affascinante e sicuro di sé, è un ottimo tiratore scelto. È cresciuto con la sorella minore, Genna, diventando orfano molto presto.
- Gina La Salle (stagione 1), interpretata da Beau Garrett, doppiata da Claudia Catani.
È un'ex cadetta di West Point, figlia di un militare, ma ha deciso di lasciare l'Accademia per inseguire il sogno di lavorare all'FBI. Ha un acuto istinto di osservazione.
- Jonathan Simms (stagione 1), interpretato da Michael Kelly, doppiato da Franco Mannella.
È un ex detenuto che ha ottenuto la grazia e appena uscito di prigione, ha abbracciato la filosofia Zen e ha deciso di cambiare vita, passando dalla parte del bene. All’inizio della serie è un agente in prova.
- Elisabeth Griffith (stagione 1), interpretata da Janeane Garofalo, doppiata da Alessandra Cassioli.
È l'ultima arrivata nella squadra, proveniente dall'FBI Threat Assessment Task Force, l’unità antiterrorismo. È un'agente schietta e volitiva, poco abituata a legare con i colleghi e a mettere radici, perché in passato è stata spesso licenziata e trasferita ingiustamente.
- Penelope Garcia (stagione 1), interpretata da Kirsten Vangsness, doppiata da Francesca Guadagno.
È l'esperta informatica dell'FBI (ricopre lo stesso ruolo che ha nella serie originaria Criminal Minds), l'unica curiosa differenza è che qui viene chiamata per nome invece che per cognome e a volte con il soprannome di “P”.

### Personaggi secondari
- Jack Fickler (stagione 1), interpretato da Richard Schiff, doppiato da Luca Biagini.
È il direttore dell'FBI.

## Produzione
I protagonisti di questo spin-off sono stati presentati al pubblico in un backdoor pilot all'interno di Criminal Minds, corrispondente al 18º episodio della quinta stagione (Fino alla morte). In questo episodio sono apparsi Forest Whitaker, Michael Kelly, Matt Ryan e Beau Garrett.
Visti gli ottimi risultati d'ascolto, è stata confermata la produzione di questa nuova serie, con una prima stagione di 13 episodi, da trasmettere in mid-season, e si sono aggiunti al cast regolare Kirsten Vangsness (già in Criminal Minds), Janeane Garofalo e Richard Schiff.
Inizialmente prevista per il gennaio 2011, Criminal Minds: Suspect Behavior ha debuttato in prima visione negli Stati Uniti il 16 febbraio. In Italia la serie è stata trasmessa in prima visione satellitare da Fox Crime a partire dal 19 maggio 2011, ed è previsto il suo passaggio in chiaro su Rai 2, mentre nella Svizzera italiana ha debuttato su RSI LA2 il 5 giugno 2011.
Il 17 maggio 2011 la serie è stata ufficialmente cancellata dalla CBS lasciando un cliffhanger.